# Hilara woodi
Hilara woodi är en tvåvingeart som beskrevs av Collin 1927. Hilara woodi ingår i släktet Hilara och familjen dansflugor. Inga underarter finns listade i Catalogue of Life.